# Árpád fejedelem útja
Az Árpád fejedelem útja Budapesten, a II. és III. kerületben található, a Margit híd és az Árpád híd között húzódik.

## Története
Az utat régen több néven ismerték. 1874-től Donau Weg, 1908-tól Óbudai rakpart, majd Rupp Imre utca, Újlaki-rakpart néven volt ismert. 1939-ben az Óbudai rakpart, a Rupp Imre utca és az Újlaki rakpart egy része kapta az Árpád fejedelem útja nevet. Az út legjelentősebb épületei a fürdők: az 5–6. szám alatt a Szent Lukács gyógyfürdő, a 7–8. szám alatt a Császár-Komjádi Béla Sportuszoda. A 94-es szám alatt működik az 1991-ben átadott Thermal Hotel Aquincum. A Textilgyár utcától északra - a néhány kivétellel - a szentendrei úti házgyár elemeiből paneles lakótelep épült 1969-1984 között. Az utat hajdan szegélyező "földszintes" óbudai városrészből már csupán az óbudai zsinagóga áll, ami a párhuzamos Lajos utcára néz. A Margit híd és a Zsigmond köz között a jelenlegi szélességére az út, a Duna felőli oldalán végig párhuzamosan haladó Szentendrei HÉV Batthyány térig történő meghosszabbítása során, 1970-1972 között épült ki. A Komjádi Uszoda és a Zsigmond tér között az új uszodával azonos időben, 1976-ra készült el.